# بيل ميخائيل
بيل ميخائيل (بالإنجليزية: Bill Michael)‏ هو مدير فني أمريكي، ولد في 28 فبراير 1935 في رينزي في الولايات المتحدة، وتوفي في 4 مارس 2016.